# جاکلین اسکات
جاکلین اسکات (انگلیسی: Jacqueline Scott؛ زادهٔ ۱ ژانویهٔ ۱۹۳۲) هنرپیشه اهل ایالات متحده آمریکا است.
از فیلم‌ها یا برنامه‌های تلویزیونی که وی در آن نقش داشته‌است می‌توان به دوئل، چارلی وریک، امپراتوری مورچه‌ها اشاره کرد.